# Porlamar
Porlamar är den största staden på Isla Margarita, Nueva Esparta, Venezuela. Staden grundades 1536 och ligger på öns sydöstra kust. Den 30 juni 2008 hade staden 98 208 invånare på en yta av 39 kvadratkilometer. Den kommun som administreras av staden har det officiella namnet Mariño.
Den gamla delen av staden med Plaza Bolivar, med en staty av frihetskämpen Simon Bolivar är Porlamars historiska centrum, och strax intill ligger katedralen San Nicholas.
I den nyare delen av staden (som expanderar öster ut och håller på att växa ihop med Pampatar) finns det flera stora shoppingcenter som säljer taxfreevaror från hela världen, då Isla Margarita är en taxfreezon.
Det finns två stadsstränder och mängder av restauranger och kaféer.

## Bildgalleri

Downtown Porlamar.
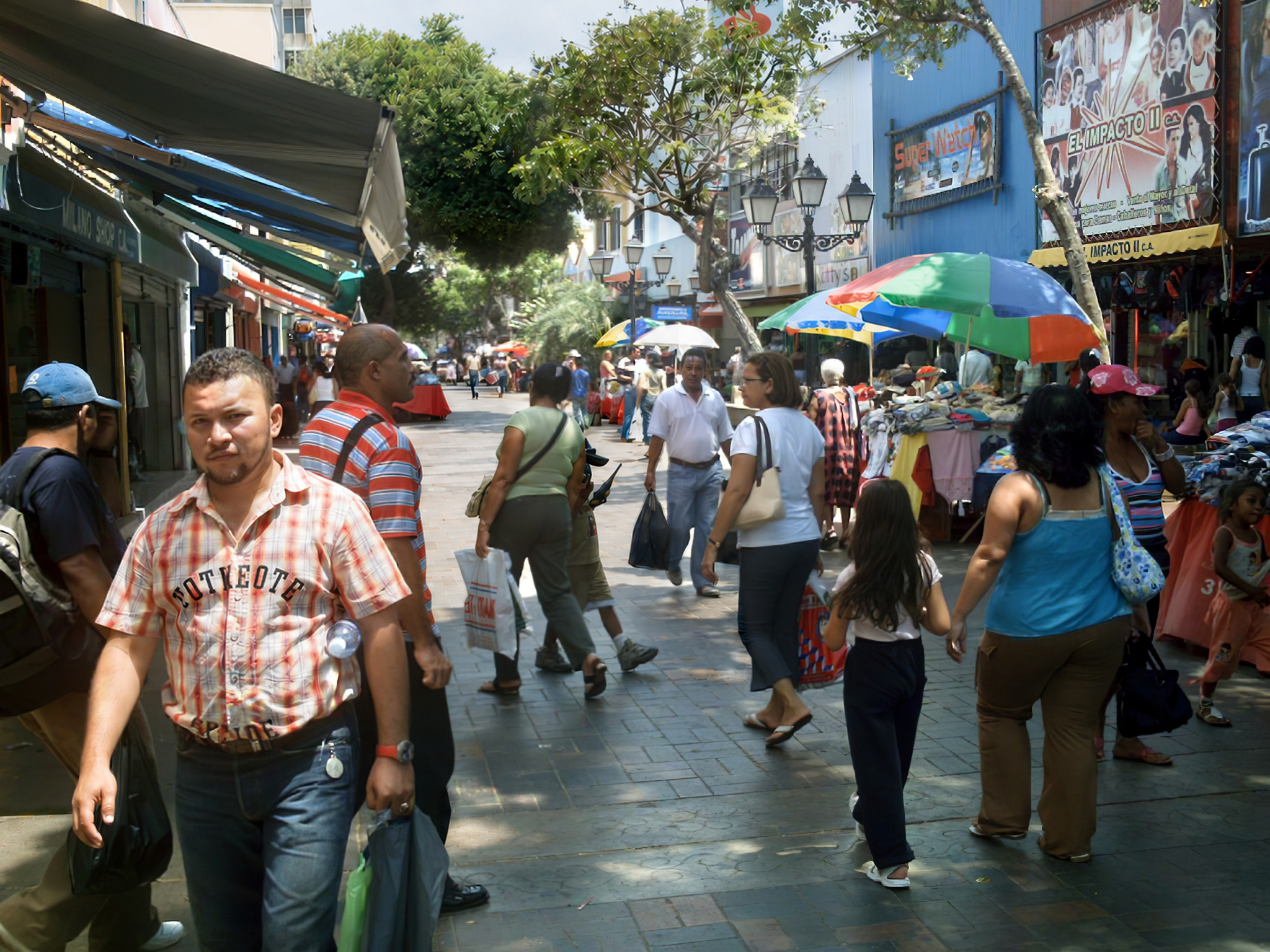
Guevara Boulevard.